# Casapesenna

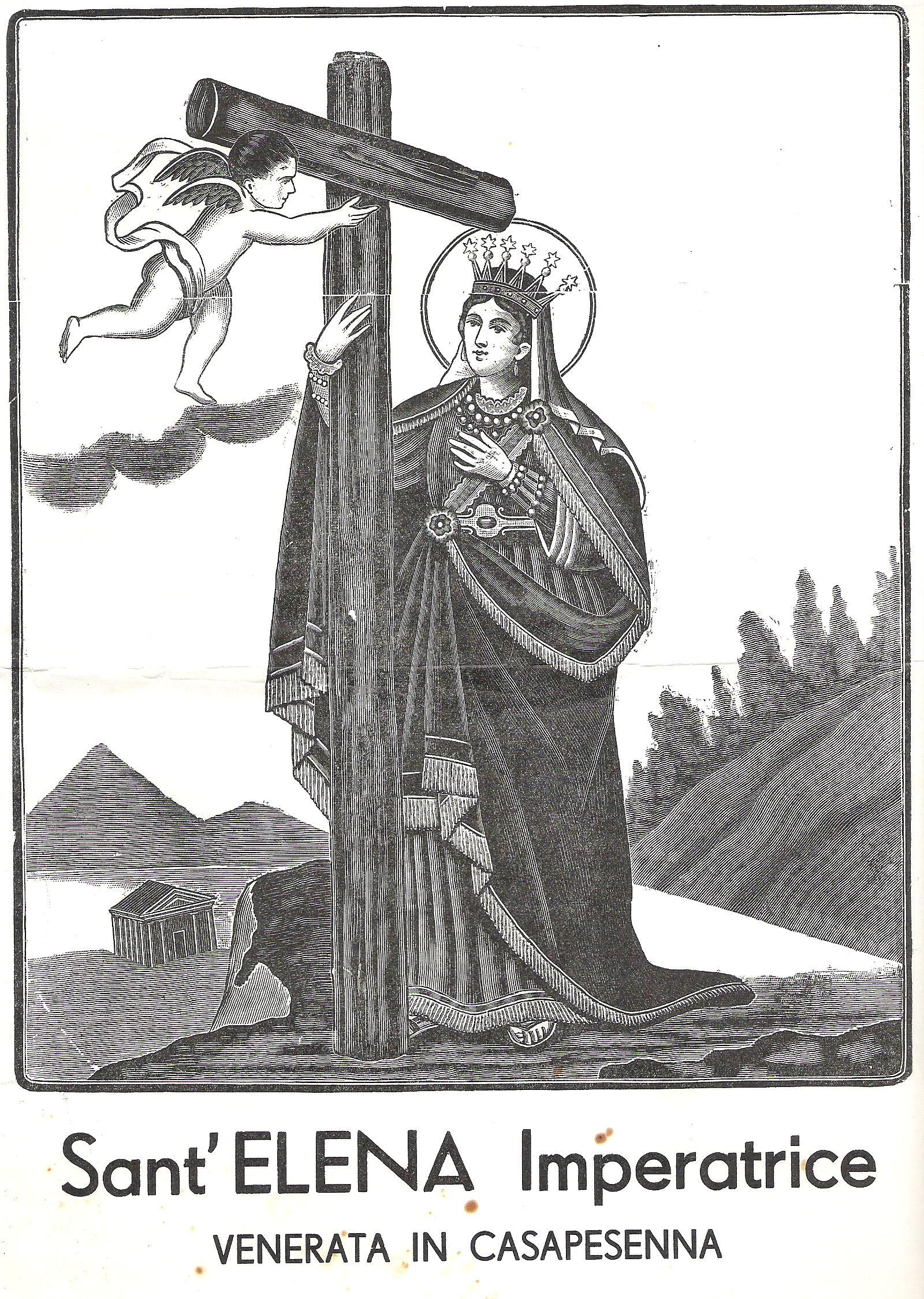
Sant'Elena Imperatrice- Patrona di Casapesenna

Casapesenna è un comune italiano di 7 324 abitanti della provincia di Caserta in Campania. Fa parte dell'agro aversano. 

## Geografia fisica
Il comune è situato nell'agro aversano, al centro della pianura campana. Il territorio è zona bonificata, posta a sud del fiume Volturno e attraversata dai Regi Lagni, corsi d'acqua minori che, inalveati in occasione delle opere di bonifica, costituiscono la rete idrografica della zona. Dista 15 km dal litorale Domitio e circa 30 km da Caserta e da Napoli.

## Origini del nome
Il nome Casapesenna potrebbe derivare da casa per selle, in quanto il cinquecentesco Palazzo Baronale era un luogo dove i cavalli venivano equipaggiati di selle e riforniti di ferri. Ma ancora oggi si discute molto sull'origine del toponimo e ben a ragione perché nel corso dei secoli ha subito varie trasformazioni, difatti nei documenti troviamo Casapesenna, Casapisenda, Casapisenna, Casapisindi, Casapisinna. 

## Storia
Secondo Francesco Maria Pratilli la prima menzione del centro abitato, "Casale di Pisenna", risalirebbe al V secolo d.C.. In epoca normanna il territorio era parte della contea di Aversa. Il feudo appartenne agli esponenti di diverse casate, quali Roberto Ambrosio di Sanseverino, conte di Caiazzo, e Cesare Mormile, e successivamente passò ai Bonito. Nel feudo di Casapesenna, il Mormile fece costruire una residenza di famiglia, un imponente palazzo per il quale spese 3000 ducati. Nel Casale vi erano due confraternite laicali, sotto l'invocazione del Santissimo, e del Rosario. Nel censimento di Ferdinando di Aragona del 1459 la popolazione di Casapesenna era di 5 fuochi, ossia unità familiari; nel 1689 era arrivata a 40 fuochi.
Fin dai tempi della Terra di Lavoro, dal 1927 al 1945 fece parte insieme a tutto il casertano della provincia di Napoli, in quanto parte del comune di Albanova, nato nel 1928 dall'unione con i comuni di San Cipriano d'Aversa e Casal di Principe. Nel 1973 divenne comune autonomo mediante scorporo da San Cipriano d'Aversa.

### Simboli
Lo stemma comunale raffigura un braccio armato di clava che sormonta tre onde azzurre. Esso richiama lo stemma della famiglia Vargas Machuca. Il braccio, in particolare, richiama l'episodio che vide protagonista Diego Pérez de Vargas durante la battaglia di Jerez quando, persa la spada, fu incoraggiato da Álvaro Pérez de Castro a servirsi di un ramo d'ulivo per sconfiggere numerosi nemici.

Gonfalone comunale

Il gonfalone è un drappo a punta di colore azzurro.

## Monumenti e luoghi d'interesse

### Architetture religiose

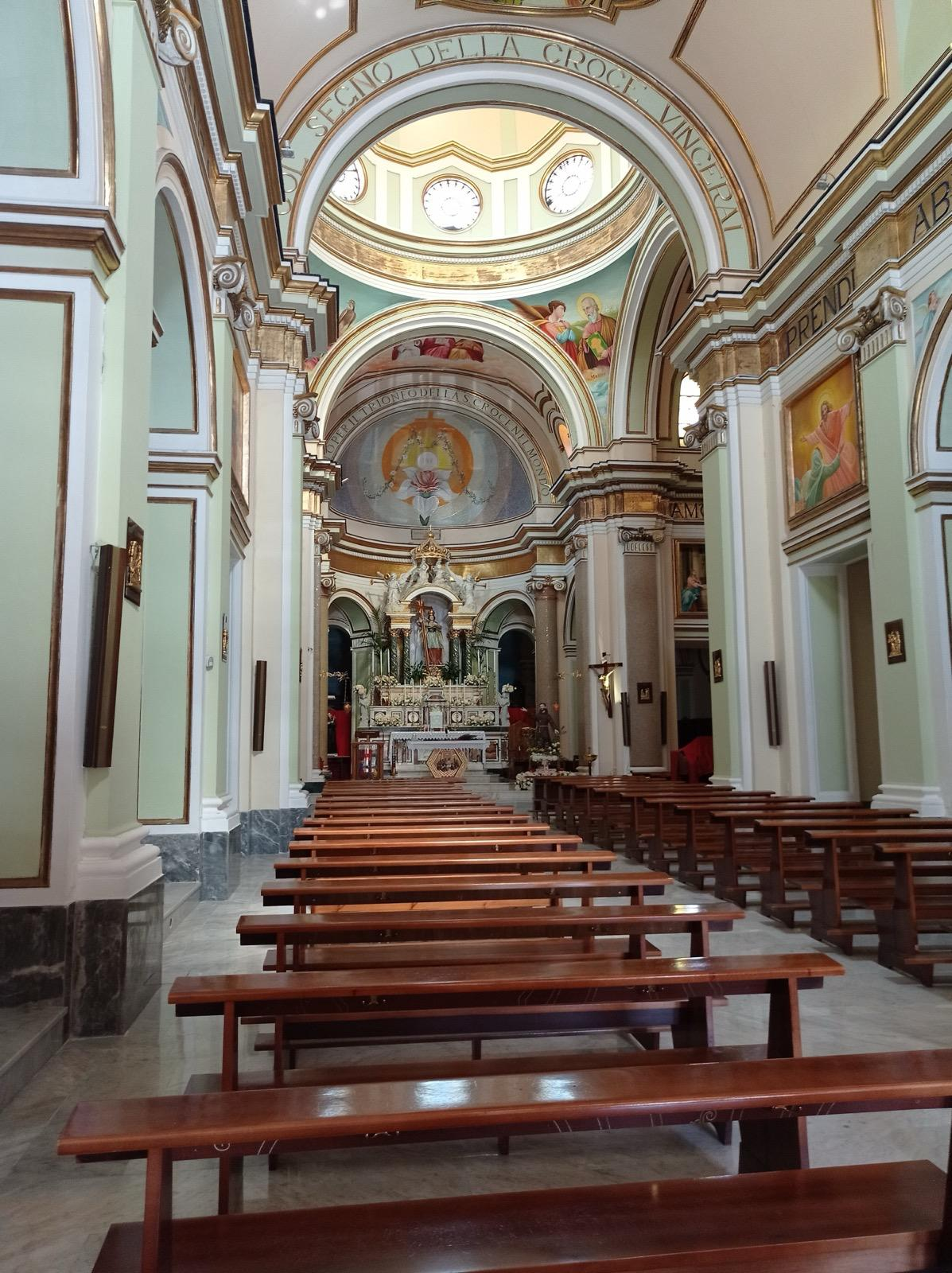
Interno della chiesa S. Croce

- Chiesa parrocchiale di Santa Croce,[13] la cui cupola è stata progettata dall'architetto Isidoro Caso di Grumo Nevano. Vi è custodito un presepe permanente con pastori del Settecento di scuola napoletana. Il primo documento importante che parla di questa chiesa, custodito presso l'Archivio Capitolare di Aversa, risale al 1097: è l'atto di donazione con il quale il conte normanno Roberto di Sant'Agata (probabilmente Sant'Agata dei Goti), dona alla "Sancta Mater Ecclesia Beati Pauli di Adversani" governata dal venerando vescovo Giovanni I, tutte le chiese costruite nei confini aversani ed appartenenti al suo feudo, tra le quali la chiesa Sanctae Mariae di Casa Pesenda.[14] L'esistenza della chiesa viene confermata anche da un codice Diplomatico Svevo del 1201, tradotto da Catello Salvati, in cui si legge il nome della chiesa, "Santa Maria" di Casapesenda.[15]
- Chiesa di San Pietro in Vinculis, in località Isola[16]
- Chiesa dell'Addolorata, detta cappella della Madonnella[17]
- Cappella del Santissimo Crocifisso[18];
- Santuario Mia Madonna e Mia Salvezza[19], detto anche "il Tempio", visitato dal pontefice san Giovanni Paolo II il 13 novembre 1990.[20]

### Altro

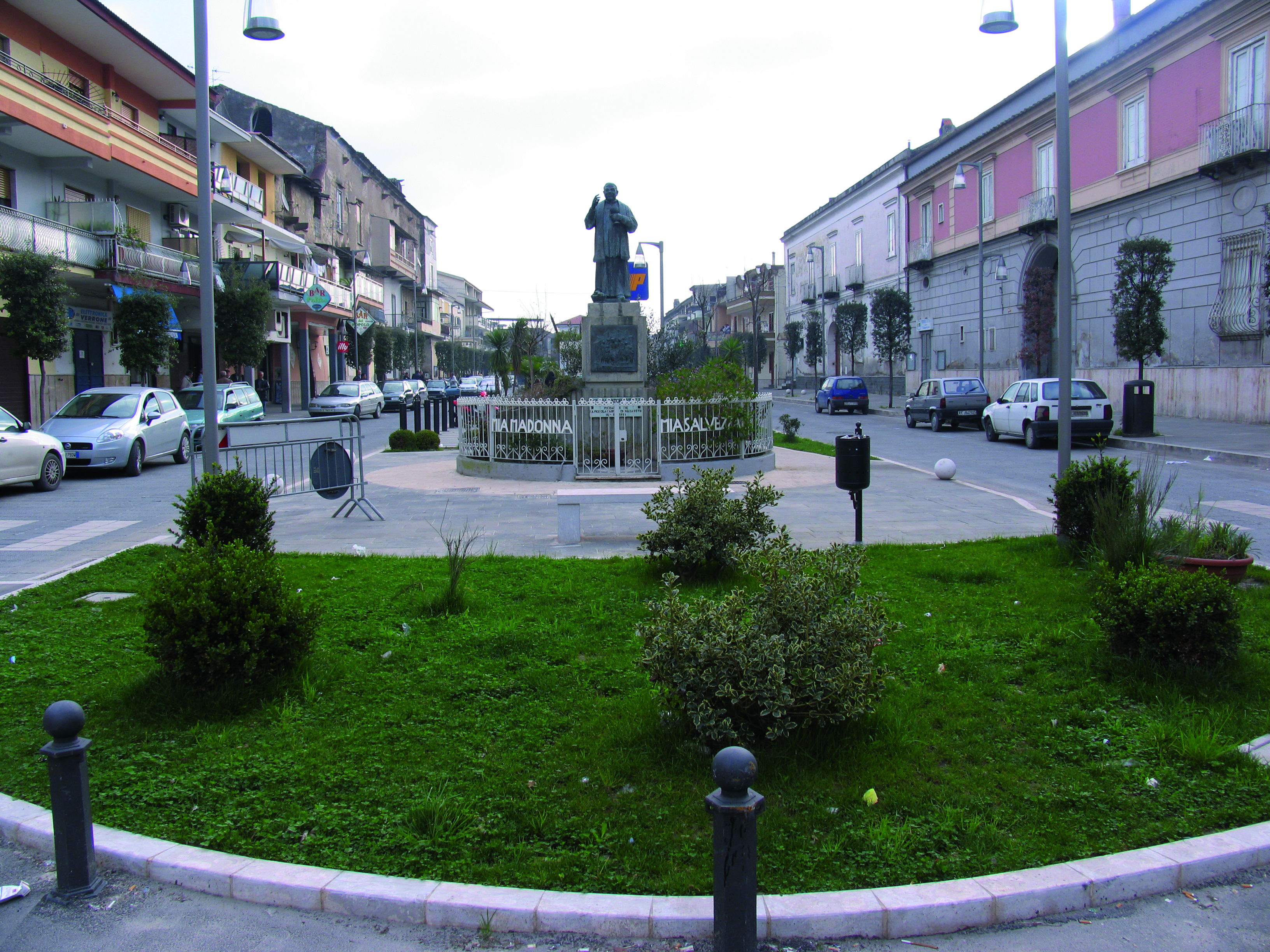
Piazza Agostino Petrillo

- Palazzo Baronale (XVI secolo) di matrice vicereale[21][22]
- Statua Don Salvatore Vitale
- Monumento dei caduti
- Piazza Agostino Petrillo
- Parco della legalità
- Piazza Vincenzo Diana (2023)
- Piazzetta della rinascita (2023)

## Società

### Evoluzione demografica
Abitanti censiti

### Lingue e dialetti
Assieme all'italiano è diffuso il dialetto casalese, una variante del napoletano, parlata anche a San Cipriano d'Aversa e a Casal di Principe (ed, in misura minore, a Villa Literno, Villa di Briano, Frignano e San Marcellino), con alcune particolarità fonetiche, morfologiche e sintattiche. Una delle peculiarità è di sostituire la lettera A con la lettera E. Un comune esempio è quello di modificare l'espressione idiomatica staj accis (utilizzata per indicare persone miserevoli) in stej accis.

### Religione
Casapesenna fa parte della Diocesi di Aversa. Il santo patrono è sant'Elena Imperatrice che si festeggia il 18 agosto, mentre la festa di sant'Antonio da Padova si tiene la seconda settimana di settembre. Il 2 luglio nella località Isola si svolge la festa della Madonna delle Grazie. 

### Camorra
La Camorra è stata molto influente sul territorio data la vicinanza con Casal di Principe e San Cipriano d'Aversa, paesi d'origine di molti esponenti del clan camorristico dei casalesi. Vittime innocenti del paese furono il sindaco Antonio Cangiano, Mario Diana(noto imprenditore) e il giovane Angelo Riccardo.

## Cultura

### Biblioteca
La biblioteca era situata presso il Centro Sociale Antonio Cangiano(vittima innocente di criminalità organizzata).

### Eventi
Tradizionale festa è quella dedicata alla patrona sant'Elena. Si svolge nel mese di agosto dal 14 al 18 e oltre alla processione prevede la presenza di concerti di musica popolare, giostre, stand gastronomici e spettacolo pirotecnico finale.

### Prodotti Tipici
Il vino Asprinio è un prodotto tipico della zona aversana, risalente al regno di Roberto d'Angiò. Le caratteristiche di questo vino sono legate al sapore acidulo dell'uva e alla dimensioni dei filari di vite(pioppi) alti anche più di 10 metri. La vinificazione avviene in ambienti sotterranei come grotte dove il vino è lasciato fermentare.
Un'altra eccellenza locale è la mozzarella di bufala. Si tratta di un formaggio fresco fatto con latte di bufala, di forma quasi sferica, di colore bianco e con superficie liscia ed elastica. Numerosi sono i caseifici nell'agro aversano che esportano la mozzarella in tutto il mondo e che nel 1993 hanno avuto il riconoscimento D.O.P che assicura al consumatore l'alta qualità del prodotto.

## Infrastrutture e trasporti
Dal 2022 è attraversato da bus pubblici AIR Campania (che esercita alcune linee ex CTP).
Le strade provinciali presenti sul territorio comunale sono:
- Strada Provinciale 200: San Marcellino-Casapesenna (via Petrillo e corso Europa).

- Strada Provinciale 340: Variante di Casapesenna (via Calitta)

### Stazione ferroviaria
La stazione ferroviaria più vicina è la quella di Albanova, posta fra Casapesenna e il contiguo comune di San Cipriano d'Aversa. Percorre le tratte Roma-Formia-Napoli e Villa Literno-Cancello. La stazione è dotata di: 2 binari, sottopassaggio, parcheggio esterno non custodito.

## Amministrazione
La presenza della camorra ha condotto per tre volte il governo a sciogliere l'amministrazione comunale per infiltrazioni mafiose. Dal 1993 al 1996 è stato sindaco di Casapesenna Antonio Cangiano, che nel 1988 era stato gravemente ferito in un attentato camorristico. A lui è intitolato il centro sociale del paese.

Comune sciolto per infiltrazioni mafiose nel 2012 dal Governo Monti, dal 2014 è amministrato da una nuova giunta comunale avente come sindaco Marcello De Rosa, rinnovato per un secondo mandato nel 2019. Nel 2024 viene eletta la prima sindaca donna della storia di Casapesenna, Giustina Zagaria.Lista Civica 
| Periodo | Periodo   | Primo cittadino    | Partito                                | Carica      | Note |
| ------- | --------- | ------------------ | -------------------------------------- | ----------- | ---- |
| 1988    | 1991      | Antonio Fontana    | Democrazia Cristiana                   | Sindaco     |      |
| 1991    | 1993      | Achille Farina     |                                        | commissario |      |
| 1993    | 1995      | Antonio Cangiano   | Lista civica "Insieme per Casapesenna" | Sindaco     |      |
| 1995    | 1996      | Ernesto Raio       |                                        | commissario |      |
| 1996    | 1998      | Pasquale Manzo     |                                        | commissario |      |
| 1998    | 2008      | Fortunato Zagaria  | Lista Civica                           | Sindaco     |      |
| 2008    | 2009      | Giovanni Zara      | Lista civica                           | Sindaco     |      |
| 2009    | 2009      | Luigi Palmieri     |                                        | commissario |      |
| 2009    | 2012      | Fortunato Zagaria  | Lista civica: PdL                      | Sindaco     |      |
| 2012    | 2014      | Michele Campagnaro |                                        | commissario |      |
| 2014    | 2024      | Marcello De Rosa   | Lista civica                           | Sindaco     |      |
| 2024    | in carica | Giustina Zagaria   | Lista civica                           | Sindaco     |      |

## Sport

### Calcio
Ha sede nel comune la società Casapesenna Calcio che nella stagione 2025-2026 milita in Promozione. Lo stadio comunale è intitolato a Luigi Basco. Ha sede nel comune anche la società di Calcio a 5 Real Casapesenna, militante in Serie D.